# Jelcz 120MT
Jelcz 120MT je standardní polský trolejbus vyráběný mezi lety 1997 a 2005. Na jeho výrobě se podílela firma Jelcz, tradiční producent autobusů i trolejbusů, ve spolupráci s MPK Lublin (městský dopravní podnik) PNTKM Gdynia. Celkem vzniklo 35 kusů, které dodnes jezdí ve třech polských trolejbusových provozech.

## Dodávky trolejbusů
| Současný stát | Město  | Článek | Typ   | Roky dodávek | Počet vozů | Poznámky | Zdroj |
| ------------- | ------ | ------ | ----- | ------------ | ---------- | -------- | ----- |
| Polsko        | Gdyně  | článek | 120MT | 1997–2000    | 20         |          | [ 1 ] |
| Polsko        | Lublin | článek | 120MT | 1998–2005    | 7          |          | [ 2 ] |
| Polsko        | Tychy  | článek | 120MT | 1997–2001    | 8          |          | [ 3 ] |